# Jacob Kabrun

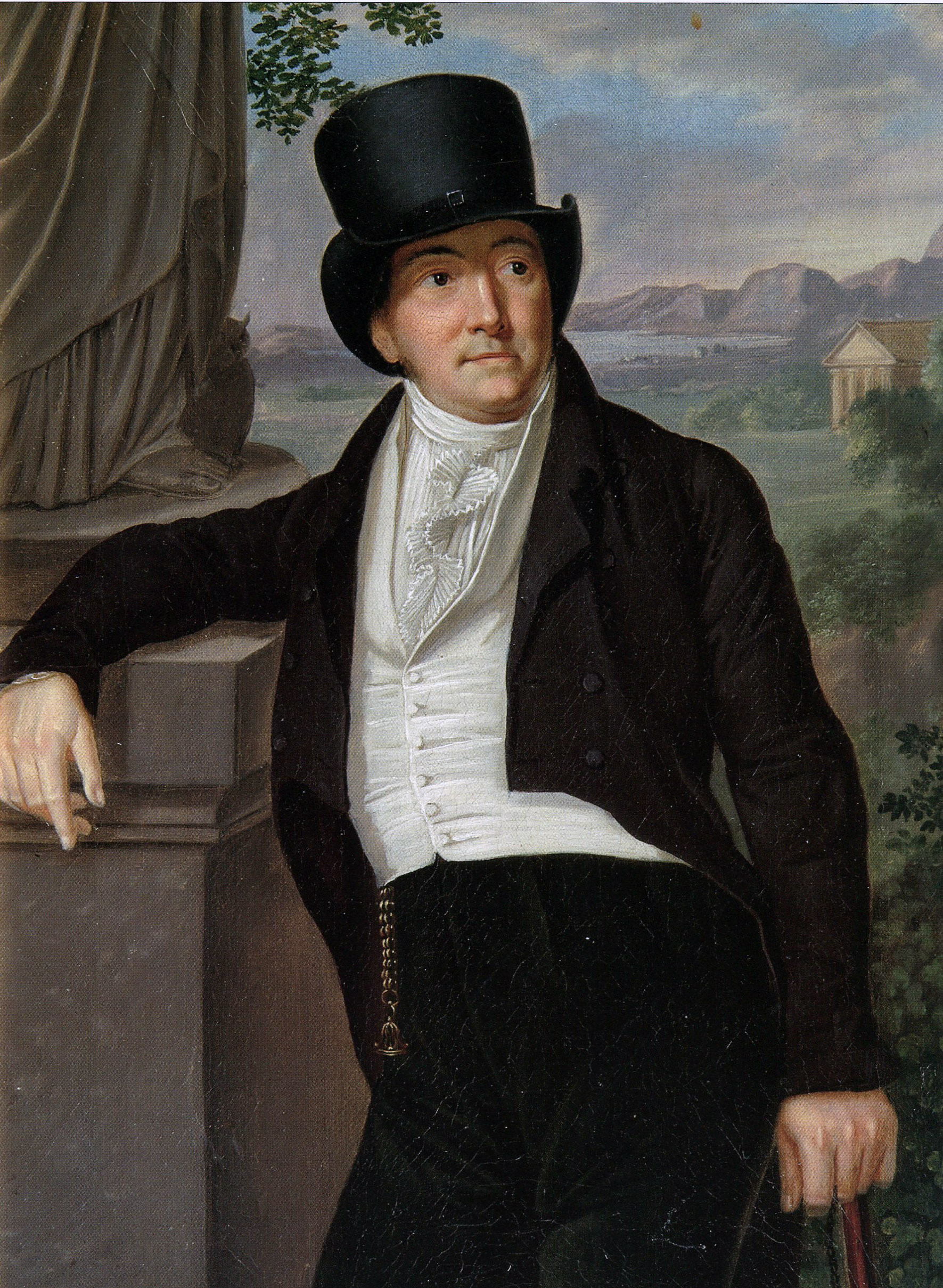
Jacob Kabrun

Jacob Kabrun (* 9. Januar 1759 in Danzig, Königreich Polen; † 24. Oktober 1814 in Danzig, Königreich Preußen) war ein bedeutender Danziger Kaufmann und Kunstmäzen.

## Leben
Er stammte väterlicherseits aus einer schottischstämmigen
Familie, die im 16. Jahrhundert nach Danzig eingewandert war. Der Vater Jacob Kabrun (1723–1796) besaß eine Zuckersiederei, die 1773 in Konkurs ging. Die Mutter Louise Concordia, geborene Spall, war eine Danziger Kaufmannstochter.
Jacob Kabrun lernte zunächst beim Vater und wurde 1780 Gehilfe in der Firma von William Josua und James Kenworth in Danzig. 1785 und 1786 reiste er für diese nach England und in die Niederlande. Nach seiner Rückkehr wurde er Teilhaber und übernahm 1800 die alleinige Leitung der Firma nach dem Tod der anderen Miteigentümer.
Kabrun wurde einer der reichsten und einflussreichsten Kaufleute der Stadt. 1802 und 1803 unternahm er eine Reise nach Frankreich und in die Niederlande. Seit 1803 beschäftigte er Damastweber aus Süddeutschland. Seine Geschäftskontakte reichten bis nach Buenos Aires.
Von September bis Dezember 1804 begann der junge Arthur Schopenhauer seine Ausbildung zum Kaufmann bei ihm.
1807 war Jacob Kabrun zusammen mit Abraham Ludwig Muhl an einem Gespräch mit Napoleon über die Situation in Danzig beteiligt. Von 1809 bis 1810 war er Resident (Vertreter) des Königreichs Sachsen und des Herzogtums Warschau in Danzig.
Kabrun besaß zwei große Handelsschiffe sowie mehrere Grundstücke in Danzig. Er wohnte in der Langgasse 9.

## Mäzen
Jacob Kabrun unterstützte die Stadt Danzig mehrfach mit großzügigen Zuwendungen.
1798 initiierte er eine Aktionärsgruppe, die den Bau des neuen Theaters am Kohlenmarkt finanzierte. Während der französischen Besetzung 1807/13 versuchte er vergeblich, die zusätzlichen Kosten der Stadt durch eine gemeinsame Finanzierung von Kaufleuten teilweise zu entlasten. 1813 sammelte er Geld für die Stadt während der preußischen Belagerung, auch in London.
Jacob Kabrun hinterließ seine umfangreiche Kunstsammlung der Stadt. Dazu gehörten 349 Ölgemälde, 1950 Aquarelle und Zeichnungen und 10.883 Kupferstiche aus dem 16. bis 19. Jahrhundert, unter anderem von Albrecht Dürer, Rembrandt, Lucas Cranach, Hans Holbein, Ostade, Lucas von Leiden, Aldegrever, Altdorfer, Beham, Begas, Callot, Goltzius, van der Velde, Tiepolo, Sandrart, Cornelis Bloemart, Abraham Blooteling, Paul Pontius, Aegidius Sadeler, Lucas Vorsterman und Daniel Chodowiecki. Diese bilden bis heute trotz Kriegsverluste die Grundlage der Gemäldesammlung des Danziger Nationalmuseums (Muzeum Narodowe).
Seine 2764 Bücher und 93 Karten befinden sich in der Bibliothek der Akademie der Wissenschaften in Danzig.
Jacob Kabrun stiftete außerdem 100 000 Gulden zur Gründung einer Handelsschule, die 1832 als Handels-Academie erfolgte.